# إشينز
إشينز (بالألمانية: Eschenz) هي بلدية سويسرية تتبع لمقاطعة فراونفيلد في كانتون تورغاو. تبلغ مساحتها 12.0 كيلومتر مربع، ويقدر عدد سكانها بـ 1725 نسمة (حسب تعداد ديسمبر 2015).